# 롤프 해리스
롤프 해리스(영어: Rolf Harris, 1930년 3월 30일 ~ 2023년 5월 10일)는 오스트레일리아의 싱어송라이터, 배우, 희극인, 화가이다. 대표곡으로 1960년에 발표한 《Tie Me Kangaroo Down, Sport》, 1965년에 발표한 《Jake the Peg》 등이 있다. 2013년 성폭행 혐의로 구속되어 징역 5년 9개월형을 선고받고 복역했다.